# Марк Ливий Салинатор
Вижте пояснителната страница за други личности с името Ливий Салинатор.
Марк Ливий Салинатор (на латински: Marcus Livius Salinator; * 254 пр.н.е.; † 204 пр.н.е.) e политик на Римската република през 3 век пр.н.е.

## Биография
Произлиза от фамилията Ливии.
През 219 пр.н.е. Ливий е избран за консул заедно с Луций Емилий Павел. Те се бият успешно против илирийците и получават триумф. Ливий обаче е осъден за присвояване на плячка. Той се оттегля за няколко години от Рим и се връща обратно по време на Втората пуническа война.
През 207 пр.н.е. той е отново консул. Колега му е Гай Клавдий Нерон и двамата побеждават Хасдрубал, брат на Ханибал, в битката на река Метавър в Италия. Те получават триумф. Същата година Ливий е диктатор за провеждане на избори. Следващите години е проконсул в Етрурия.
През 204 пр.н.е. Ливий e цензор отново с Гай Клавдий Нерон. Ливий получава когномен Салинатор.

## Фамилия
Женен е за Калавия, дъщеря на Пакувий Калавий, магистрат на Капуа през 217 пр.н.е. по времето на инвазията на Ханибал. Баща е на:
- Гай Ливий Салинатор (консул 188 пр.н.е.).